# Maurice Barthélemy (musicologue)
Pour les articles homonymes, voir Maurice Barthélemy et Barthélemy.
Maurice Barthélemy, né le 9 avril 1925 et mort le 4 décembre 2004 à Liège, est un musicologue belge.

## Biographie
Il est l'auteur de plusieurs ouvrages sur la musique de l'époque classique, dont une biographie de Wolfgang Amadeus Mozart qui compte parmi les plus intéressantes des études sur la vie du grand compositeur autrichien.
Il était docteur en musicologie et bibliothécaire honoraire du Conservatoire royal de Liège.

## Œuvres
- André Campra : sa vie et son œuvre (1660-1744) (1957)
- Métamorphoses de l'opéra français au siècle des Lumières (1990)
- De Léopold à Constance, Wolfgang Amadeus (1997), repris dans la collection Babel, n. 79
- Concerts privés à Paris durant la Régence (2008)